# Тютюнников, Анатолий Иванович
Анатолий Иванович Тютюнников (15.10.1927 — 01.12.1999) — российский учёный в области кормопроизводства, академик РАСХН (1995).

## Биография
Родился в г. Рыльск Курской области. Окончил Московскую сельскохозяйственную академию им. К. А. Тимирязева (1947), Всесоюзный юридический заочный институт (1957).
- 1947—1949 главный агроном совхоза «Мариенталь» Приморского района Крымской области,
- 1952—1955 старший научный сотрудник, заведующий отделом, заместитель директора Московской областной зоотехнической опытной станции.
- 1955—1958 доцент Московского института инженеров с.-х. производства,
- 1958—1962 заведующий кафедрой Московской Высшей партийной школы,
- 1962—1967 директор ВНИИ кормов (1962—1967).
- 1967—1972 заведующий сектором, заведующий отделом ВНИИ экономики сельского хозяйства.
- 1972—1978 главный учёный секретарь Сибирского отделения ВАСХНИЛ,
- 1979—1984 заведующий отделом Совета по изучению производительных сил при Госплане СССР,
- 1984—1988 заведующий отделом Почвенного института им. В. В. Докучаева.
- 1988—1992 председатель Совета по планированию и координации НИР, академик-секретарь Отделения кормов ВАСХНИЛ.
- 1992—1999 начальник Управления сводного планирования и координации НИР РАСХН.

## Научная деятельность
Специалист по выращиванию и хозяйственному использованию однолетних кормовых культур.
Автор (соавтор) 60 книг и брошюр, из них 5 справочников.

### Публикации
- Летнее стойлово-лагерное содержание скота с применением зелёного конвейера / Соавт. В. А. Пилипенко. — М.: Сельхозгиз, 1957. — 157 с.
- Принципы повышения качества кормов. — М.: Сельхозгиз, 1961. — 120 с.
- Однолетние кормовые культуры / Соавт.: М. П. Елсуков и др. — М.: Колос, 1967. — 351 с.
- Однолетние кормовые травы. — М.: Россельхозиздат, 1973. — 199 с.
- Основы экономики и организации сельского хозяйства: Учеб. для учителей / Соавт.: Ю. А. Конкин. — М.: Просвещение, 1982. — 160 с.
- Повышение качества кормового белка / Соавт. В. М. Фадеев. — М.: Россельхозиздат, 1984. — 158 с.

## Награды и звания
Доктор сельскохозяйственных наук (1963), профессор (1964), член-корреспондент ВАСХНИЛ (1973) и РАСХН (1991), академик РАСХН (1995).
Заслуженный деятель науки Российской Федерации (1994). Награждён медалью «За трудовую доблесть» (1961).